# Begonia lipolepis
Espèce
Synonymes
- Begonia lipolepis var. lipolepis[1]

Begonia lipolepis est une espèce de plantes de la famille des Begoniaceae.
L'espèce fait partie de la section Casparya.
Elle a été décrite en 1973 par Lyman Bradford Smith (1904-1997).

## Répartition géographique
Cette espèce est originaire du pays suivant : Venezuela.

## Liste des variétés
Selon Catalogue of Life (7 février 2017) :
- variété Begonia lipolepis var. lipolepis
- variété Begonia lipolepis var. luteyniorum (L.B.Sm. & Wassh.) Dorr

Selon World Checklist of Selected Plant Families (WCSP) (7 février 2017) :
- variété Begonia lipolepis var. lipolepis
- variété Begonia lipolepis var. luteyniorum (L.B.Sm. & Wassh.) Dorr (1999)

Selon The Plant List (7 février 2017) :
- variété Begonia lipolepis var. luteyniorum (L.B.Sm. & Wassh.) Dorr

Selon Tropicos (7 février 2017) (Attention liste brute contenant possiblement des synonymes) :
- variété Begonia lipolepis var. lipolepis
- variété Begonia lipolepis var. luteynorum (L.B. Sm. & Wassh.) Dorr